# Hajma
Hajma (arabsky هيما‎ Haymā‎; anglicky Haima ) je ománské město v regionu al-Wusta. Haima označuje rovněž vilájet, administrativní jednotku, jejímž správním centrem je právě město Hajma. Hajma se nachází téměř uprostřed cesty mezi dvěma největšími městy země – Salálou a Maskatem. Oblast pokrývá poušť. Počet obyvatel čítal v roce 2003 celkem 3189 lidí.
Turisticky atraktivní jsou zdejší jeskyně. Nejvýznačnější z nich je jeskyně al-Raki, kde pramení vzácná voda, která ovšem není pitná. Další jeskyně nesou jména al-Masak a Katar. V Hajmě se nachází i rezervace přímorožce arabského, bývalá památka pod záštitou UNESCO.
Tradičním řemeslem je, stejně jako v mnoha částech Ománu, tkaní. Rozšířené je pastevectví a chov zvířat, zejména koz a velbloudů.